# Parijs-Roubaix 1984
De eendaagse wielerklassieker Parijs-Roubaix 1984 was een wielerwedstrijd, die onder modderige omstandigheden gereden werd. Hierdoor werd de koers nog zwaarder dan normaal. 
Er waren in het begin veel demarrages, maar niemand slaagde erin om echt weg te komen. De beslissende vlucht vond pas 45 kilometer voor de finish plaats, toen Sean Kelly achter Gregor Braun en Alain Bondue aanging. Rudy Rogiers kwam er ook bij en Bondue en Brown konden het tempo niet lang volhouden, waardoor er twee leiders overbleven. In de sprint had Rogiers geen enkele kans, waardoor Kelly zijn eerste Parijs-Roubaix won.
| Plaats | Renner                 | Ploeg                     | Tijd      |
| ------ | ---------------------- | ------------------------- | --------- |
| 1      | Sean Kelly             | Skil                      | 7u 31'35" |
| 2      | Rudy Rogiers           | Splendor-Mondial Moquette | z.t.      |
| 3      | Alain Bondue           | La Redoute                | op 0'36"  |
| 4      | Johan van der Velde    | Metauro Mobili            | op 4'33"  |
| 5      | Gregor Braun           | La Redoute                | op 4'33"  |
| 6      | Jean-Luc Vandenbroucke | La Redoute                | op 6'16"  |
| 7      | Jacques Hanegraaf      | Kwantum Hallen-Decosol    | op 6'16"  |
| 8      | Patrick Versluys       | Splendor-Mondial Moquette | op 6'16"  |
| 9      | Hennie Kuiper          | Kwantum Hallen-Decosol    | op 6'16"  |
| 10     | Rudy Matthijs          | Splendor-Mondial Moquette | op 8'28"  |

1896 · 
1897 · 
1898 · 
1899 · 
1900 · 
1901 · 
1902 · 
1903 · 
1904 · 
1905 · 
1906 · 
1907 · 
1908 · 
1909 · 
1910 · 
1911 · 
1912 · 
1913 · 
1914 · 
1915 · 
1916 · 
1917 · 
1918 · 
1919 · 
1920 · 
1921 · 
1922 · 
1923 · 
1924 · 
1925 · 
1926 · 
1927 · 
1928 · 
1929 · 
1930 · 
1931 · 
1932 · 
1933 · 
1934 · 
1935 · 
1936 · 
1937 · 
1938 · 
1939 · 
1940 · 
1941 · 
1942 · 
1943 · 
1944 · 
1945 · 
1946 · 
1947 · 
1948 · 
1949 · 
1950 · 
1951 · 
1952 · 
1953 · 
1954 · 
1955 · 
1956 · 
1957 · 
1958 · 
1959 · 
1960 · 
1961 · 
1962 · 
1963 · 
1964 · 
1965 · 
1966 · 
1967 · 
1968 · 
1969 · 
1970 · 
1971 · 
1972 · 
1973 · 
1974 · 
1975 · 
1976 · 
1977 · 
1978 · 
1979 · 
1980 · 
1981 · 
1982 · 
1983 · 
1984 · 
1985 · 
1986 · 
1987 · 
1988 · 
1989 · 
1990 · 
1991 · 
1992 · 
1993 · 
1994 · 
1995 · 
1996 · 
1997 · 
1998 · 
1999 · 
2000 · 
2001 · 
2002 · 
2003 · 
2004 · 
2005 · 
2006 · 
2007 · 
2008 · 
2009 · 
2010 · 
2011 ·
2012 · 
2013 ·
2014 ·
2015 ·
2016 ·
2017 ·
2018 ·
2019 ·
2020 · 
2021 · 
2022 · 
2023 · 
2024 · 
2025